# 西谷能雄
西谷 能雄（にしたに よしお、1913年9月8日 - 1995年4月29日）は、出版社・未來社の創業者。新潟県佐渡島出身
（北海道生まれ）。

## 来歴
旧制佐渡中学卒業後、ストライキで東京外国語学校ロシヤ語科を退学になり、1937年明治大学文藝科卒業。京都大学で哲学を教えていた従兄西谷啓治の世話により京都の弘文堂に勤務する。当時、弘文堂は学術出版社として名高く、「東の岩波、西の弘文堂」と言われたほどで、ほぼ官立大学・国立大学の教授の著書しか出版せず、権威主義の傾向が強かった。しかし西谷は当時まだ無名だった木下順二の『夕鶴』を弘文堂の啓蒙的叢書「アテネ文庫」に入れることを企画会議で頑強に提案した。この企画が当たって『夕鶴』が版を重ねたことから、無名の著者の原稿でも優れていれば刊行すべきであるとの信念を持つに至る。
同社取締役編集部長ののち、1951年10月31日に退社、1951年11月11日に未來社を創設する。退職金代わりに弘文堂から譲り受けた「アテネ文庫」の紙型を利用して、木下順二『夕鶴』と山本安英『歩いてきた道』を同社の最初の書目として刊行した。1968年に注文制（買い切り）を実施する。ワーズワースの「思いは高く、暮らしは低く」を仕事上の信条とし、主として左翼系の出版物を刊行した。
長男は未來社社長の西谷能英、次男は演劇評論家・近畿大学教授の西堂行人。

## 著書
- 金日成首相生誕六〇周年を祝して チュチェ思想に輝く朝鮮民主主義人民共和国 （未來社 1972年）
- 出版とは何か （正続 日本エディタースクール出版部 1972-1973年）
- 出版のこころ （未來社 1976年）
- 出版界の虚像と実像 （未來社 1981年）
- 預金者の論理と心理 一出版人の銀行関係論 （未來社 1981年）
- 出版流通機構試論 取次店・書店・大学生協 （未來社 1981年）
- 出版を考える （未來社 1984年）
- 責任販売制とは何か （未來社 1988年）
- 出版界の意識変革を索めて 消費税への対応批判（編著 影書房 1990年）
- 本の定価とは （日本エディタースクール出版部 1990年）
- 思いは高く… 出版五〇年の反省をこめて （未來社 1991年）
- 西谷能雄　本は志にあり　頑迷固陋の全身出版人（松本昌次[2]編、日本経済評論社 2009年）

## 翻訳
- レエルモントフ （奥沢文朗共訳 レエルモントフ刊行会 1939年）